# 昔都兒
昔都儿（13世纪—1298年），钦察人，元朝将领。秃孙的儿子。
1273年，承袭父亲之职为百户，南征南宋夺得襄阳之地，授任忠显校尉、管军总把。1277年，随军在和林征讨药木忽儿。1280年，有功被忽必烈晋升为侍卫亲军百户。自请在湖广行省平定宋朝没有归附的城池。1287年，跟随镇南王脱欢征讨安南，攻破一字城，战塔儿山、升龙城。1288年，回军时，迎战截击的安南军队。1289年，晋升为为广威将军，炮手军匠万户府达鲁花赤。由其子也先帖木儿承袭。

## 延伸阅读
[在维基数据编辑]
 《元史/卷133》，出自宋濂《元史》
 《新元史/卷154》，出自柯劭忞《新元史》